# Südstern (stacja metra)
Südstern – stacja metra w Berlinie, na linii U7, w dzielnicy Kreuzberg, w okręgu administracyjnym Friedrichshain-Kreuzberg. Stacja została otwarta w 1924.